# The Necessity of Atheism

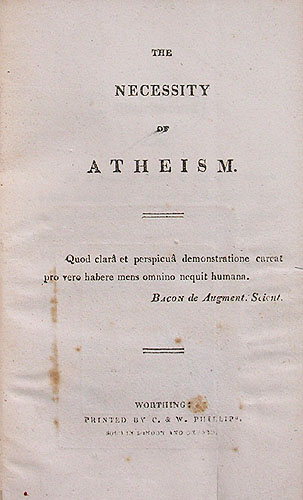
Página de título de 1811. Worthing: C. e W. Phillips.

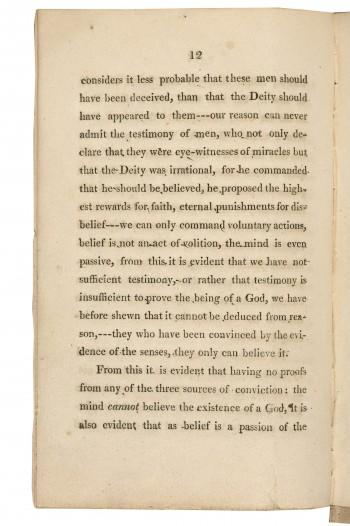
Uma página da impressão de Worthing de 1811. Biblioteca Bodleiana.

The Necessity of Atheism (em português, A necessidade do ateísmo) é um tratado sobre o ateísmo escrito pelo poeta inglês Percy Bysshe Shelley, impresso em 1811 por C. e W. Phillips em Worthing quando ele era um estudante na Universidade de Oxford. Uma cópia da primeira versão foi enviada como pequeno tratado assinado enigmaticamente a todos os diretores dos colégios da Universidade de Oxford. À época o conteúdo do tratado foi tão chocante para as autoridades que Shelley foi expulso após se recusar a negar a autoria, junto com seu colega e amigo Thomas Jefferson Hogg. Uma edição revista e expandida foi publicada em 1813.

## Sinopse
O tratado começa com o seguinte raciocínio dos objetivos do autor:
Como o amor à verdade é o único motivo que motiva o autor deste pequeno tratado, ele implora sinceramente que aqueles de seus leitores que possam descobrir alguma deficiência em seu raciocínio, ou possam estar de posse de provas que sua mente nunca poderia obter, oferecê-los, juntamente com suas objeções ao público, tão brevemente, tão metodicamente, tão claramente quanto ele tomou a liberdade de fazer. —  Percy Bysshe Shelley, A Necessidade do Ateísmo
Shelley fez uma série de alegações em Necessity, incluindo que as crenças de alguém são involuntárias e, portanto, que os ateus não escolhem ser assim e não devem ser perseguidos. No final do panfleto, ele escreve: "a mente não pode acreditar na existência de um Deus". Shelley assinou o panfleto Thro'deficiência de prova, AN ATHEIST, que dá uma ideia da natureza empirista das crenças de Shelley. De acordo com Berman, Shelley também acreditava ter "refutado todos os tipos possíveis de argumentos para a existência de Deus", mas o próprio Shelley encorajou os leitores a oferecer provas se os possuíssem.

As opiniões dividem-se quanto à caracterização das crenças de Shelley, no momento da redação de Necessity. Logo no início de sua nota sobre a linha "Não há Deus" no Canto VII da Rainha Mab, publicada apenas dois anos depois e baseada na Necessidade, Shelley qualifica sua definição de ateísmo:
Deus não existe. Esta negação deve ser entendida apenas para afetar uma Deidade criativa. A hipótese de um Espírito penetrante co-eterno com o universo permanece inabalável. —  Percy Bysshe Shelley, Rainha Mab, Canto VII, Nota 13
Shelley também cita o panteísta holandês Baruch Spinoza mais adiante na Nota, mas não há declaração explícita de pontos de vista panteístas.
O estudioso de Shelley, Carlos Baker, afirma que "o título de seu panfleto da faculdade deveria ter sido The Necessity of Agnosticism, em vez de The Necessity of Atheism", enquanto o historiador David Berman argumenta que Shelley era ateu, tanto porque ele se caracterizava como tal, e porque "ele nega a existência de Deus tanto em obras publicadas quanto em cartas particulares" durante o mesmo período.

## Autoria
Embora A Necessidade do Ateísmo seja frequentemente atribuída exclusivamente a Shelley, o historiador do ateísmo David Berman diz que Shelley "provavelmente foi auxiliado por seu amigo T. J. Hogg".

## Formato
O panfleto original foi descrito por Percy Vaughan como "uma única folha de papel almaço dobrada em oitavo, consistindo de meio título (com verso em branco), página de título ... (com verso em branco), Anúncio (com verso em branco) e texto ocupando páginas 7 a 13. Ao pé da página 13 está a impressão, "Phillips, Printers, Worthing", e o verso da página está em branco. Uma folha em branco completa a folha".